# Khaki

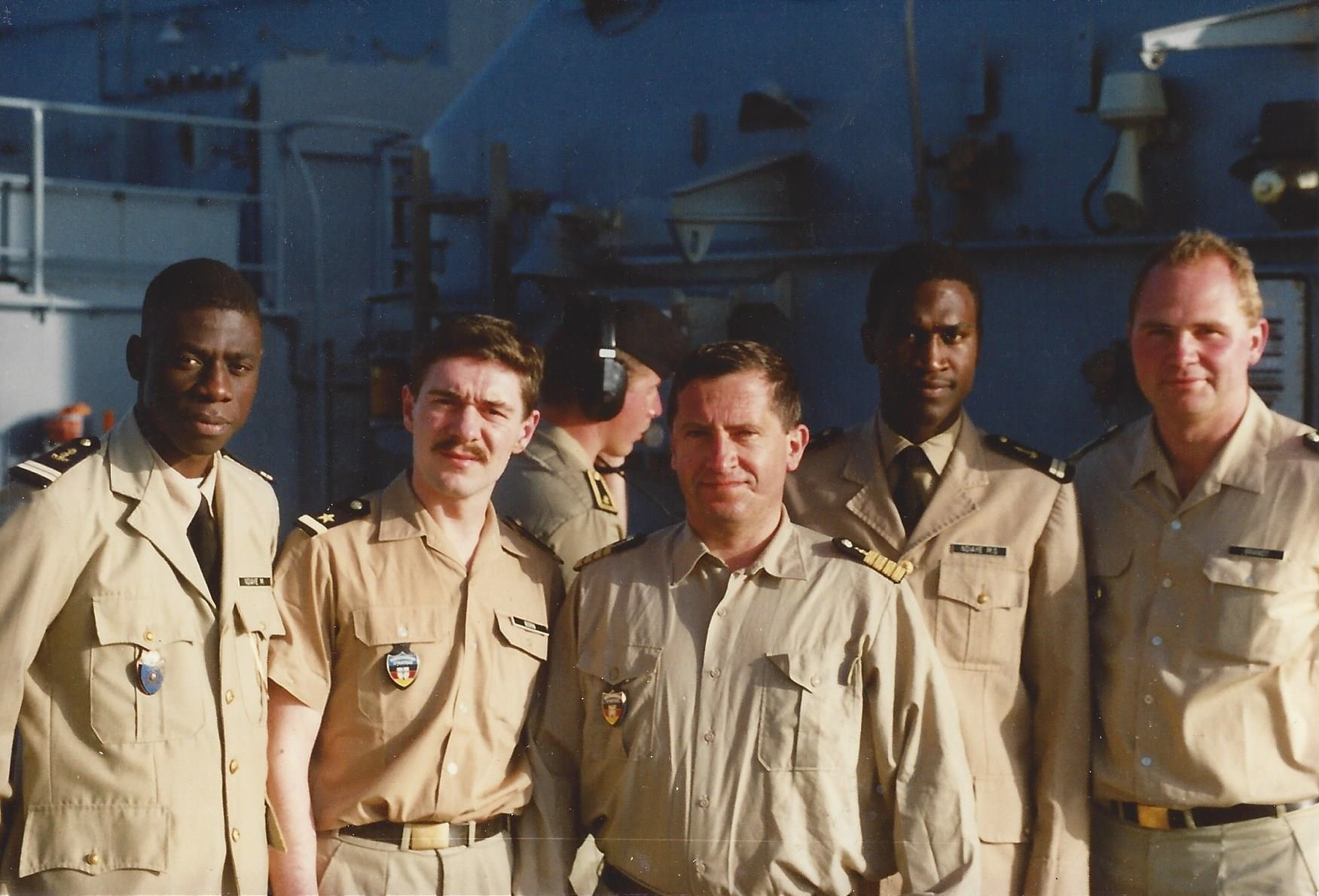
Soldaten in khaki-farbenen Uniformen

Khaki (hindi-englisch von persisch khaki ‚staub-/erdfarben‘), auch Kaki oder Khakibraun, ist eine Erdfarbe (siehe auch Naturfarben) und staub- bzw. erdfarbener Stoff aus Leinen oder Baumwolle. 
Im CMYK-Farbmodell besteht der Farbton Khaki in etwa aus 80 % Gelbanteil und 20 % Schwarzanteil. 
Er wurde erstmals 1848 für Uniformen des englischen Regiments Sir Harry Burnett Lumsdens in Indien verwendet. Die Farbe wurde während des Zweiten Buren-Krieges die amtliche Uniformfarbe der British Army, während des zeitgleichen Spanisch-Amerikanischen Krieges übernahm die US Army die Farbe. Im Jahre 1943 wurde Khaki auch die amtliche Farbe der Uniformen und Schulterklappen der Roten Armee.
Populär wurde Khaki nicht nur im Bereich von Jagd- und Außenarbeitsanzügen, sondern auch in Organisationen wie den Pfadfindern, deren Uniform aus khakifarbigem Stoff hergestellt wird.